# 鼻頭角燈塔
鼻頭角燈塔，位於臺灣新北市瑞芳區之鼻頭角，西元1897年建造完成 ，為日治時期日本政府興建的六角形鐵塔，二戰損毀，1971年改建為圓塔。

## 歷史沿革
鼻頭角燈塔乃海上航行重要的指標，而台灣最早的燈塔是澎湖西嶼的石造燈塔，清朝乾隆年間興建。日本統治台灣初期，以生鐵建造燈塔，常在日本鑄造好之後，再運到台灣組立，如富基角燈塔及鼻頭角燈塔。日治後期燈塔，改用鋼筋混凝土，可塑性高造型豐富，基座或與辦公室合一，如新北市的三貂角燈塔。

### 台灣日治時期
鼻頭角燈塔建於1896年（日本明治29年），西元1897年建造完成開始點火。1906年（日本明治39年）由於塔基岩盤出現裂痕，將原塔遷移至30公尺外的現址，舊塔原為日治時代興建之六角形鐵塔，二次大戰遭美軍攻擊嚴重損毀。

### 中華民國時期
1971年再以鋼筋混凝土重建鼻頭角燈塔，改築為現今的白色圓塔。

## 燈塔結構與行政諸元

### 燈塔結構諸元
- 塔高：12.3公尺。
- 塔身塗色・構造：混凝土圓塔、外觀漆白，頂層外有環繞陽台。
- 燈高：65.3公尺〈以高潮面至燈火中心計〉。
- 燈器：4等交流電燈。
- 燈質（頻率）：11秒白頓光（明6秒、暗5秒）。
- 光力：28,000支燭光。
- 公稱光程：16.6浬。
- 明弧：090度-325度。

### 燈塔行政諸元
- 管轄機關：燈塔原為中華民國財政部關務署管理，已於2013年1月1日轉交由中華民國交通部航港局管轄。
- 人員編制：有看守人。
- 開放參觀與否：否。

## 相片

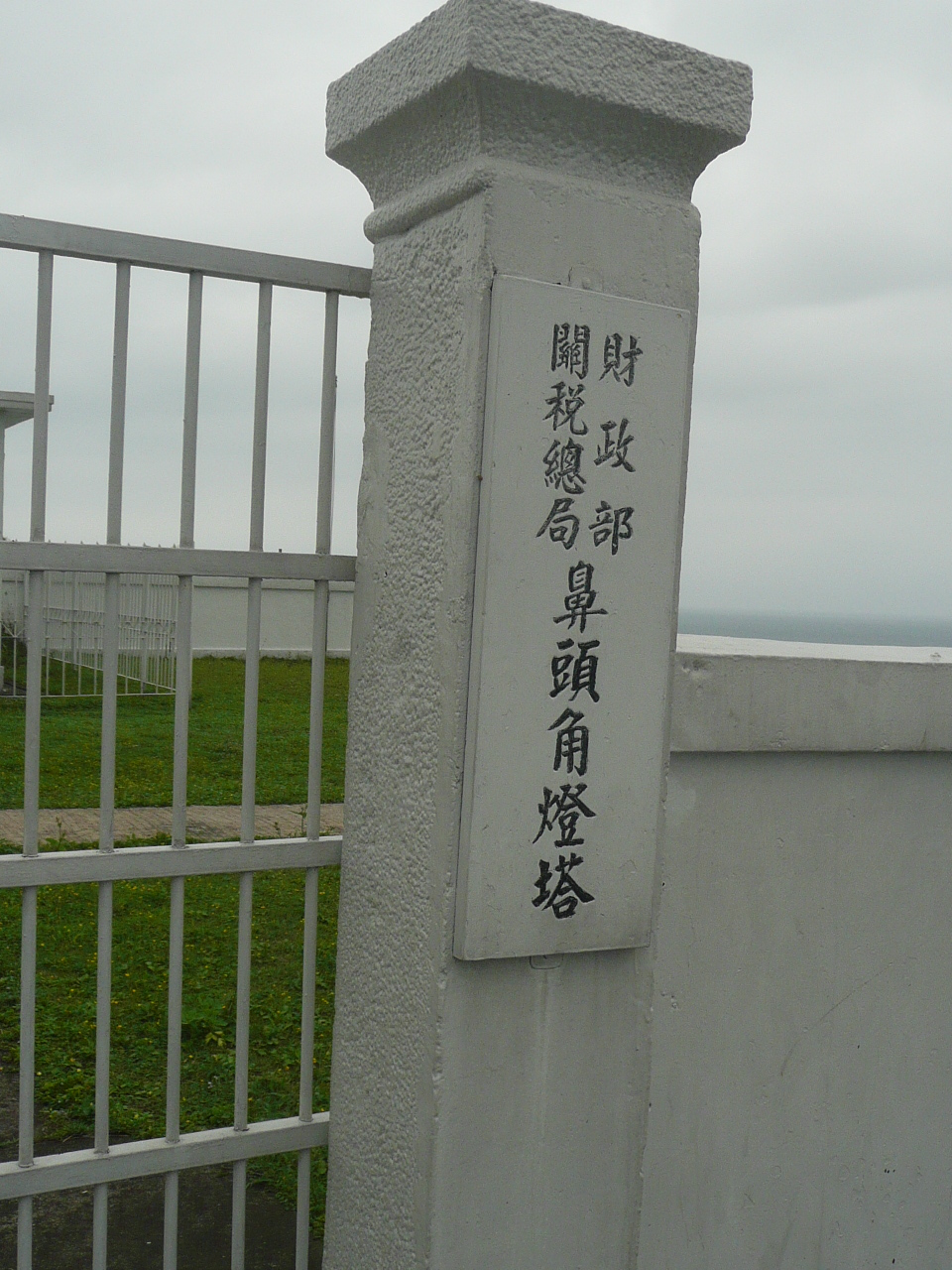
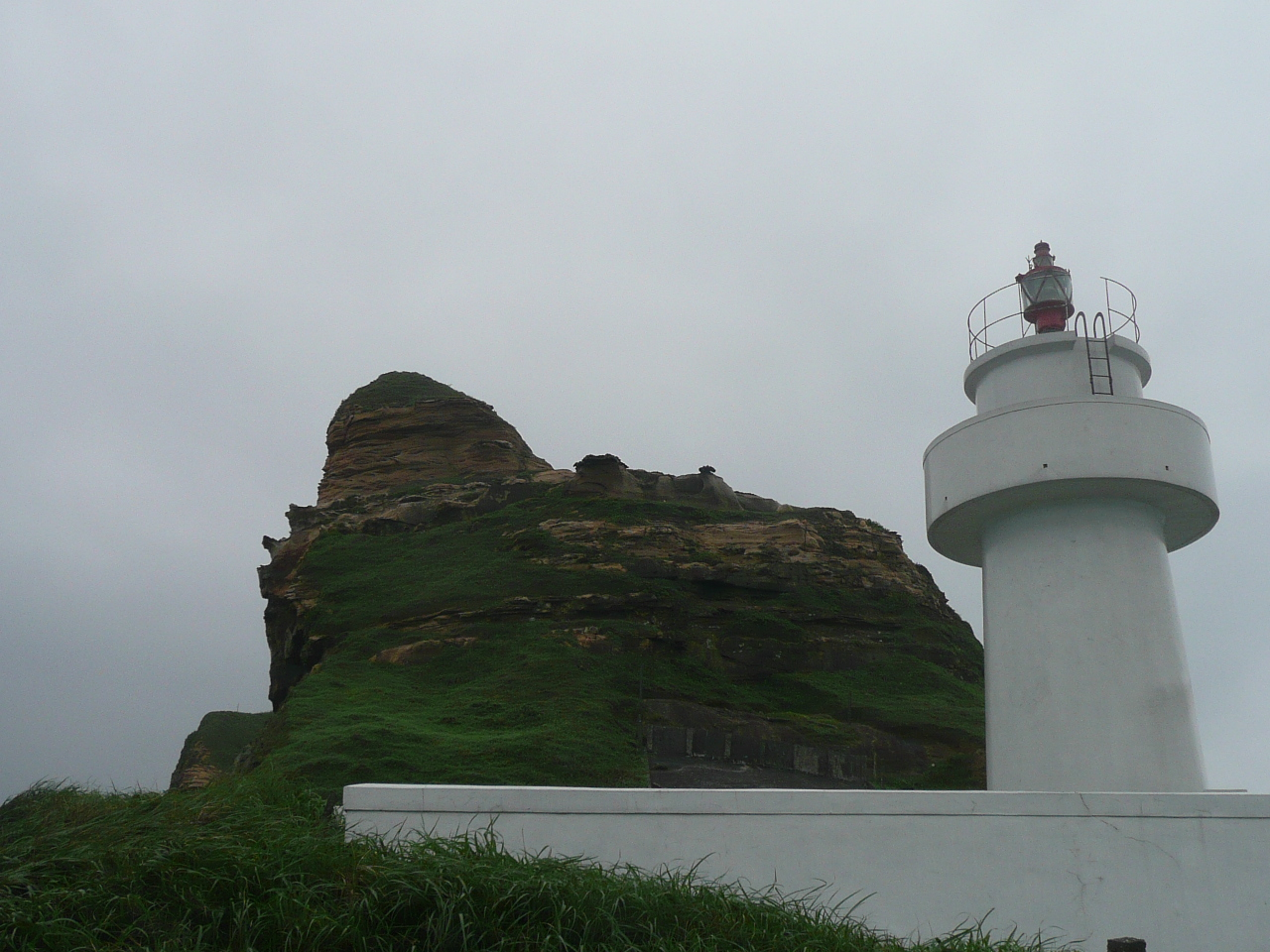
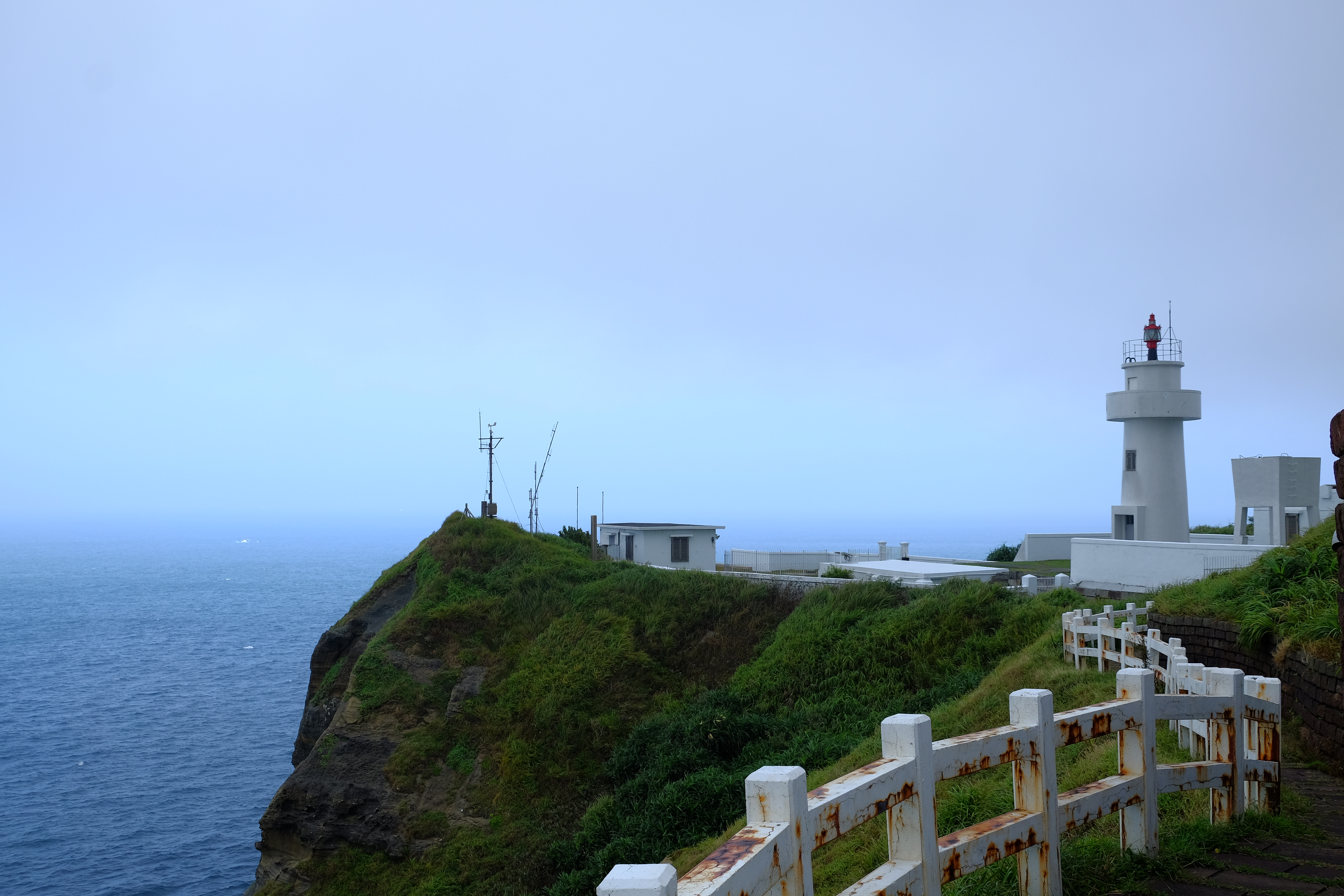
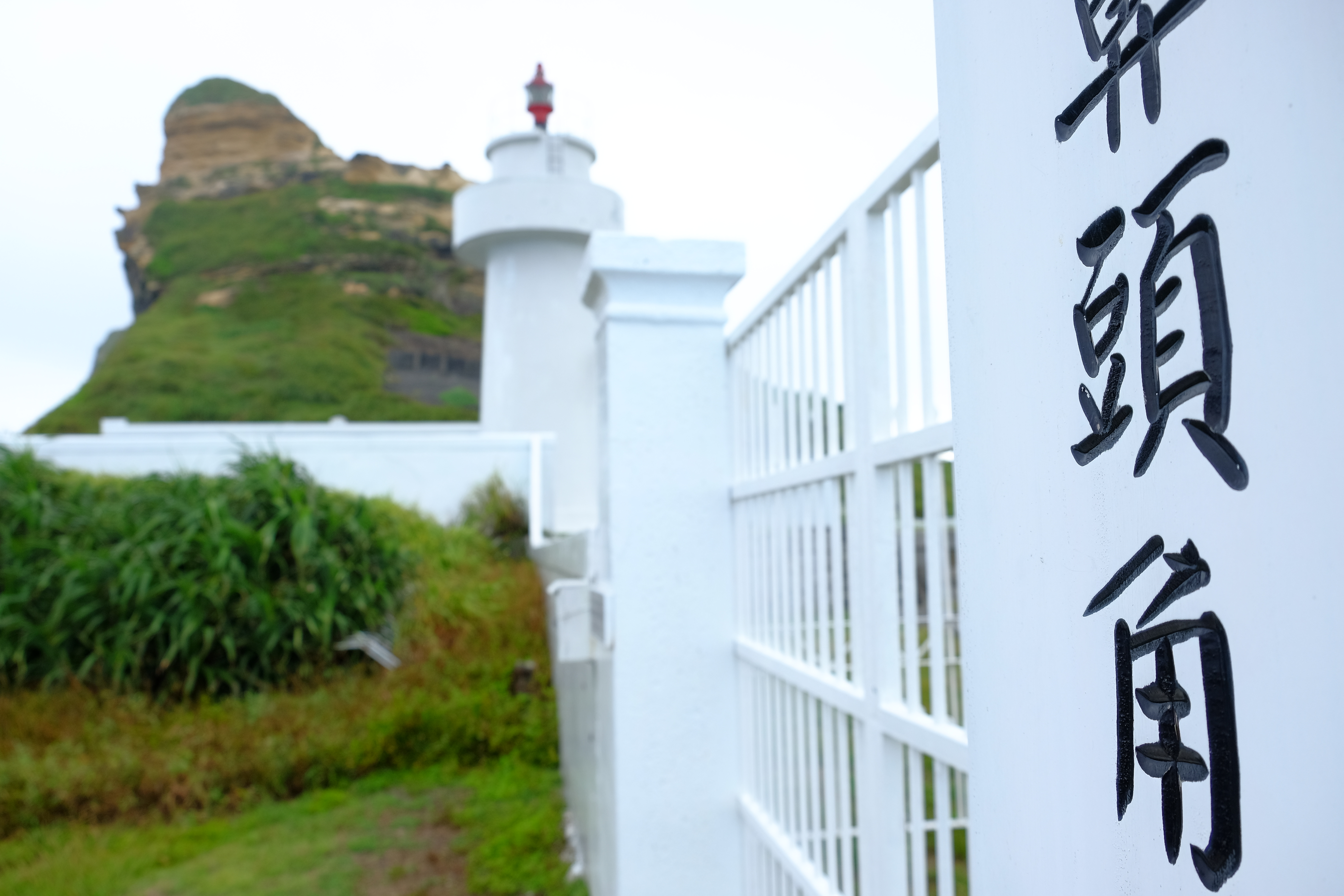
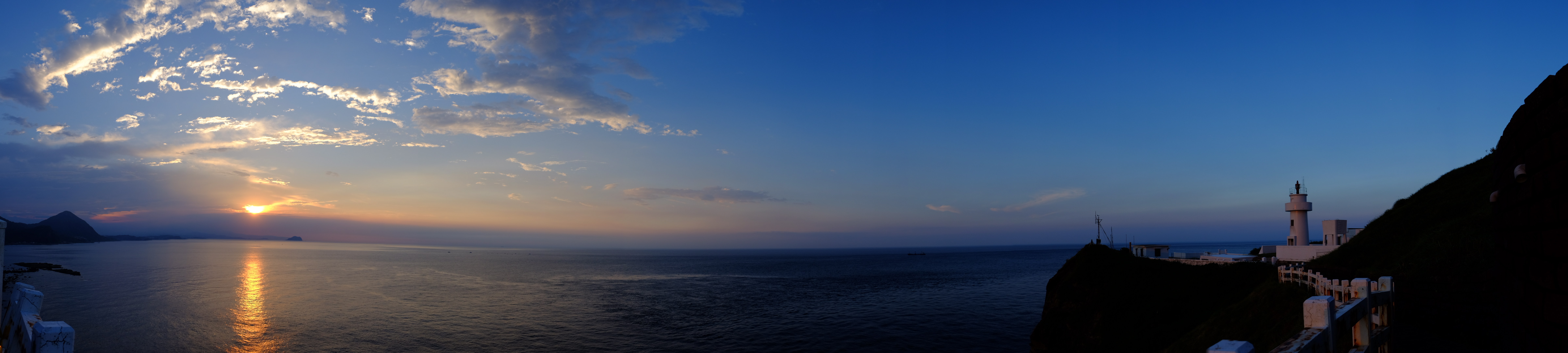
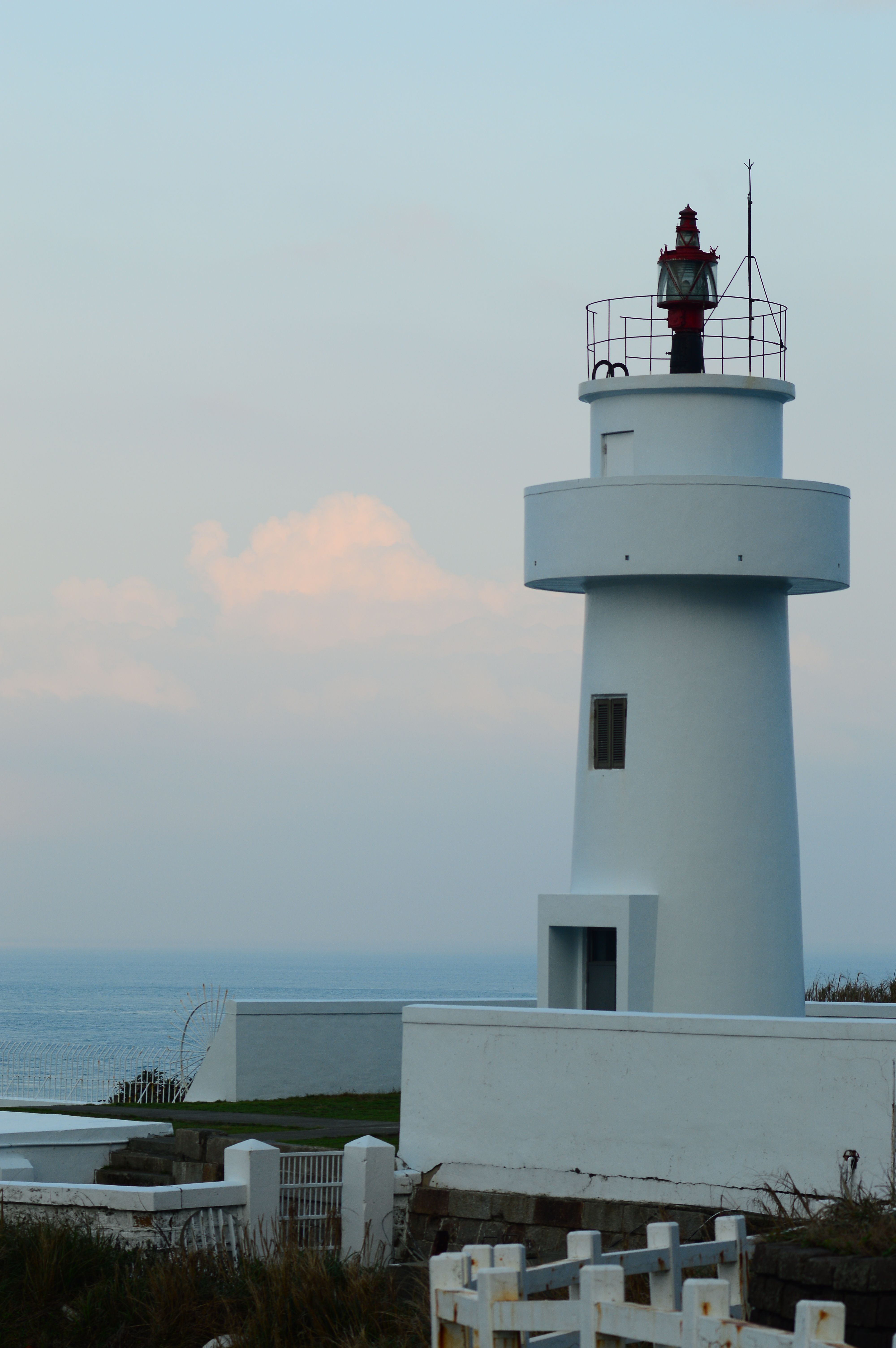
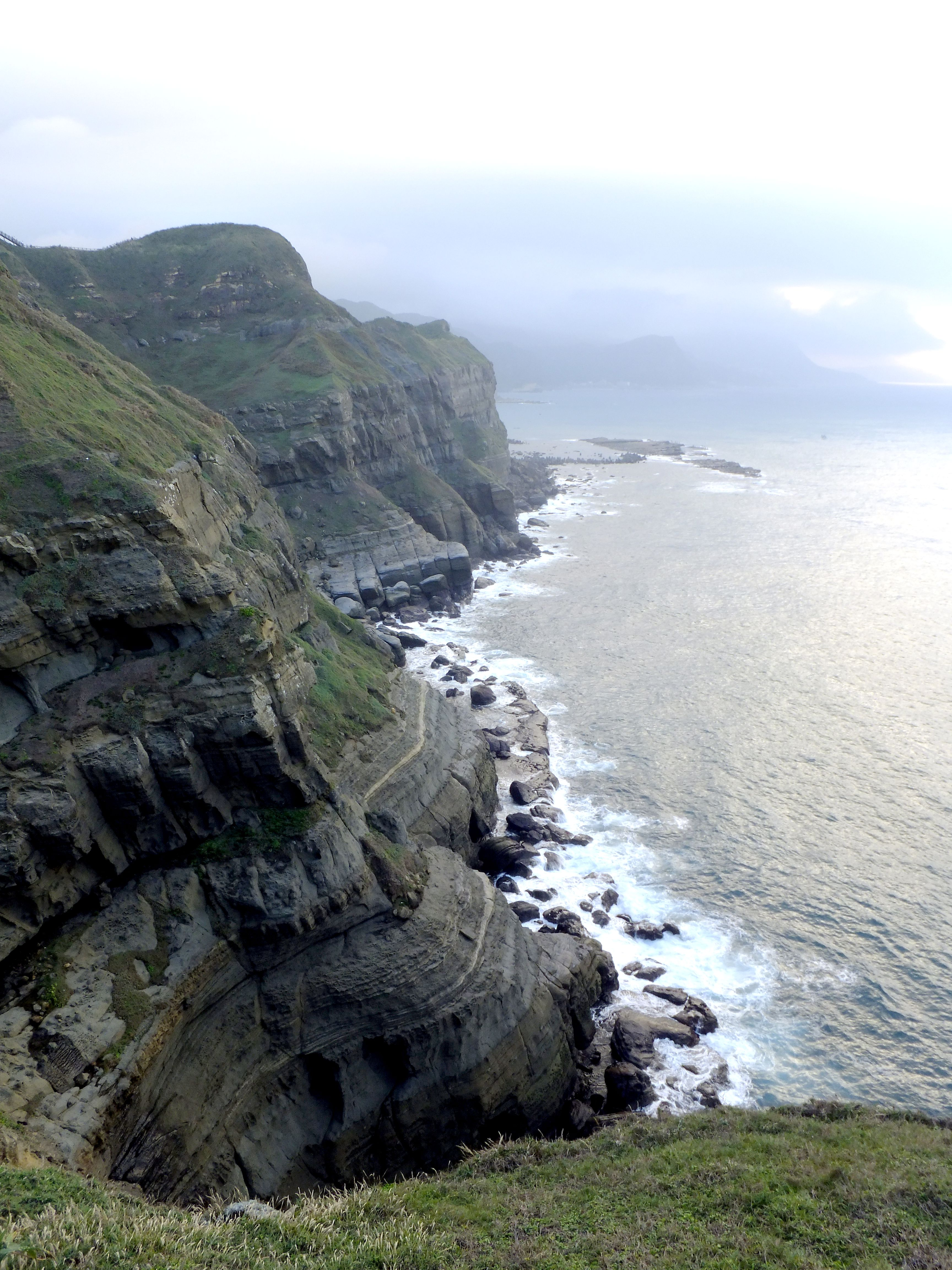
鼻頭角燈塔特殊地形

## 關連項目
- 台灣燈塔列表
- 美國燈塔列表（Lighthouses in the United States）
- 世界燈塔列表（List of lighthouses and lightvessels）
- 日本燈塔50選

## 外部連結
- 台灣鼻頭角燈塔 （页面存档备份，存于）
- 鼻頭角燈塔-交通部航港局 （页面存档备份，存于）